# Eurospec
 (juillet 2024).
L'article doit être relu — et modifié si nécessaire — par des contributeurs indépendants pour apporter un regard critique aux contributions effectuées en violation des conditions d'utilisation de Wikipédia, tant sur la forme (notamment concernant le style encyclopédique, la proportionnalité) que sur le fond (la neutralité de point de vue, la qualité et l'indépendance des sources).
 (janvier 2017).
Si vous disposez d'ouvrages ou d'articles de référence ou si vous connaissez des sites web de qualité traitant du thème abordé ici, merci de compléter l'article en donnant les références utiles à sa vérifiabilité et en les liant à la section « Notes et références ».

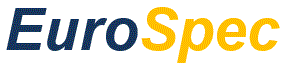
Logo d'EuroSpec

EuroSpec, abréviation de European Specification for Railway Vehicles, est une initiative de plusieurs exploitants ferroviaires européens dans le but de développer des spécifications techniques communes et explicites pour les systèmes et les composants ferroviaires. Les spécifications élaborées conjointement soutiennent et facilitent le processus d’acquisition des trains. Ces spécifications ne relèvent pas du domaine concurrentiel. L’utilisation dans la durée de la méthodologie d’EuroSpec et les spécifications développées renforcent la standardisation des trains, conduisent à une meilleure qualité, soutiennent le développement de plates-formes de trains et permettent des économies de coûts significatives. Pour élaborer leurs spécifications, les partenaires d'EuroSpec ont développé un manuel « Gestion des exigences » pour garantir une cohérence nécessaire entre les spécifications et leur qualité. Les travaux ont débuté en 2011.
Les exigences fonctionnelles pour les véhicules ferroviaires des spécifications EuroSpec sont utilisées dans les achats en plus des spécifications techniques d'interopérabilité, des normes européennes EN et des règles techniques nationales notifiées (NNTR). 
Le consortium EuroSpec ne prépare pas de « normes européennes » ou de « normes internationales » au sens du Règlement (UE) n°1025/2012 du Parlement européen et du Conseil du 25 octobre 2012. Les spécifications EuroSpec devraient donc être classées comme « spécifications techniques ». Les EuroSpecs sont de plus en plus utilisées comme données d'entrée pour les normes et réglementations européennes.

## Membres
Le consortium Eurospec est composé de cinq opérateurs ferroviaires européens et de RDG (Rail Delivery Group), association des compagnies ferroviaires du Royaume-Uni de Grande-Bretagne et d'Irlande du Nord. Les partenaires d'EuroSpec sont:
- Société nationale des chemins de fer français (SNCF) - France
- Rail Safety and Standards Board (en)  (RSSB) - Royaume-Uni de Grande-Bretagne et d'Irlande du Nord
- Deutsche Bahn (DB) - Allemagne
- Nederlandse Spoorwegen (NS) - Pays-Bas
- Österreichische Bundesbahnen (ÖBB) - Autriche
- Chemins de fer fédéraux suisses (SBB) - Suisse

## Statut juridique et lieu
Le consortium EuroSpec, en tant que fusion de plusieurs sociétés juridiquement et économiquement indépendantes qui restent pour l’introduction temporaire d’un objectif convenu de l’opération, n’a pas choisi de forme juridique et n’a donc pas non plus de siège officiel. De manière informelle, c’est le quartier général du président en exercice qui est l’emplacement.

## Spécifications EuroSpec publiées
Le consortium EuroSpec publie les spécifications en anglais seulement. Les documents suivants ont été publiés et peuvent être téléchargés gratuitement à partir du site Web EuroSpec website
- -     - EuroSpec Air Conditioning
    - EuroSpec Alternative traction energy     supply and related infrastructure interfaces - Battery driven systems
    - EuroSpec Automatic Coupler
    - EuroSpec Bicycles on Trains
    - EuroSpec Circularity
    - EuroSpec Common IDs
    - EuroSpec Contact Strips
    - EuroSpec Documentation
    - EuroSpec External Passenger Access Doors
    - EuroSpec On-Board Data Availability
    - EuroSpec Parking Noise
    - EuroSpec Requirement Management
    - EuroSpec Seat Comfort
    - EuroSpec Sliding Steps
    - EuroSpec Software Updates
    - EuroSpec TCMS-Data Service
    - Eurospec Toilets of Railway Vehicles
    - EuroSpec Upgradeability
    - EuroSpec Watertightness
    - EuroSpec Wheel and Brake Disc

## Spécifications en cours d’élaboration
Les prochaines spécifications EuroSpec sont en cours d’élaboration : Maintenance Software, Alternative Traction Energy Supply and related infrastructure interfaces – Hydrogen driven systems, Life cycle costs, CCS on Board.
Et des mises à jour d’EuroSpec Air conditioning, Parking Noise and Documentation, Seat Comfort.